# Prisión maternal del Alto del Hipódromo
La Prisión maternal de los Altos del Hipódromo, también conocida como Prisión maternal de la Colina de los Chopos, fue una cárcel femenina de Madrid, que permaneció en funcionamiento entre junio de 1939 y septiembre de 1940.

## Historia
En la primavera de 1939, la Cárcel de Mujeres de Ventas albergaba más de 4.000 reclusas, mayoritariamente militantes o simpatizantes de partidos de republicanos o de izquierdas y sindicatos.  Muchas de estas presas estaban acompañadas de sus hijos e hijas pequeñas, pero el hacinamiento y la falta de higiene provocaban una alta tasa de mortalidad entre la población infantil. A pesar de que dentro de la cárcel se organizó una enfermería infantil, de la que se hizo cargo la enfermera y puericultora socialista María Lacrampe y otras reclusas con formación médica como la matrona Trinidad Gallego, y de que se consiguió que se habilitara un espacio separado para las presas madres y sus hijos, la esperanza de vida de las niñas y niños seguía siendo muy baja. Las expectativas fuera de prisión tampoco eran mejores, pues lo habitual era que acabaran convirtiéndose en niños robados con alguna familia adepta al régimen o terminaran en hospicios con condiciones peores que las de la cárcel.
Con el objetivo de mejorar las condiciones de vida de las madres reclusas y sus hijos e hijas, a partir del 1 de junio de 1939 se habilitó una cárcel maternal en el Pabellón 5 de la Residencia de Estudiantes de Madrid, a la que también fueron trasladadas algunas enfermeras reclusas, como Trinidad Gallego.

#### Clausura
La prisión maternal se mantuvo en funcionamiento hasta mediados de septiembre de 1940. Según testimonio de Trinidad Gallego, que fue trasladada a la cárcel de mujeres de Amorebieta en septiembre de 1939, la prisión cerró cuando ya no quedaron más niños y las madres fueron trasladadas de vuelta a la cárcel de Ventas.
La experiencia de la cárcel maternal sirvió de modelo para la creación de otras, como la prisión maternal de San Isidro o de Madres Lactantes, que se inauguró el 17 de septiembre de 1940 en un hotel de la carrera de San Isidro.

## Vida en prisión
Aunque las presas podían mantener a sus criaturas junto a ellas hasta que cumplieran tres años, la rutina establecía una rígida separación de sus madres, para que, siguiendo las teorías de Vallejo-Nájera, las madres no "contagiaran" su ideología a sus hijos e hijas. La vida en la prisión se organizó en dos módulos: uno con los niños, que eran cuidados por las funcionarias, y otro, en el piso superior, para las madres, a las que solo se las permitía ver a sus hijos durante media hora dos veces al día, como confirma el testimonio de Julia Manzanal.  Como la militante del PCE recuerda, en aquellos días subía a la terraza del edificio con su hija Julia, que terminaría falleciendo, para que desde allí pudiera verlas su compañero. 
“Hernán, mi marido, se sentaba a pleno sol, simulando leer el periódico para vernos. Yo alzaba la niña para que pudiera verla mejor.” 
La pediatra Amelia Azarola, encargada de prestar atención médica a los niños en la Cárcel de Ventas, fue también responsable de la salud de los bebés trasladados a la prisión maternal. Trinidad Gallego, que la acompañaba en sus rondas, la recuerda como una buena médico que intentó mejorar las condiciones de los niños e incluso consiguió biberones, aunque no había medios para que las mejoras fueran reales.
La comida llegaba desde Ventas y salían a recogerla varias presas a la calle Joaquín Costa, desde donde volvían andando con las calderas. Esta comida no era suficiente, pues casi todos los niños continuaron falleciendo por enfermedades y malnutrición hasta el cierre de la prisión, como reflejan todos los testimonios recogidos por Tomasa Cuevas.

En los primeros meses, las presas estaban exclusivamente bajo la vigilancia de las funcionarias de prisiones. Recuerda Trinidad Gallego: 
"Una noche vinieron unos falangistas con un camión, porque dijeron que allí había cinco penadas a muerte y que se las tenían que llevar. Aquella funcionaria, que era Elisa Parejo, no se vio con bastante fuerza, ante ello su ayudanta, que era una chica joven, nos llamó a todas las enfermeras que llevábamos bata blanca. Ellos creyeron que todas éramos funcionarias. No dejamos que se las llevaran.”
Después de aquel incidente, las funcionarias solicitaron agentes de seguridad, pero, como sigue recordando Trinidad Gallego, los guardias enviados eran parte de la Guarda Mora que no había sido licenciada al final de la guerra: 
“Pidieron una guardia y nos trajeron moros, nos quisieron entrar por las ventanas. Imagínate ellos, que se vieron las ventanas abiertas, y todas mujeres, chicas jóvenes y muy guapas. Eso fue otro lío gordísimo, las ventanas eran grandes y bajas.”

## Memoria Histórica
No existen, o no se han encontrado aún, registros oficiales de esta cárcel más allá de los testimonios de las presas, motivo por el cual no se ha podido garantizar aún a las víctimas o a sus descendientes justicia y reparación. Tampoco hay en el edificio que sirvió de prisión, o en su entorno, placa o intervención alguna que recuerde el sufrimiento de las presas políticas y sus criaturas. Como afirma el historiador Fernando Hernández Holgado:
“El muro de silencio levantado en torno a las cárceles del franquismo parece duplicarse en el caso de las presas. No se trata de un olvido casual: sufrieron un doble proceso de exclusión, en tanto presas y en tanto mujeres, lo cual las descartó a su vez como “objeto de historia.”

## Edificio
En 1911, el Ministerio de Instrucción Pública entregó a la Junta de Ampliación de Estudios, creada en 1907 en el marco de la Institución Libre de Enseñanza y presidida por Santiago Ramón y Cajal, los terrenos denominados "Altos del Hipódromo", para la creación de la Residencia de Estudiantes. El lugar recibía esta denominación porque desde él se divisaba el antiguo hipódromo, que se encontraba en el lugar que actualmente ocupan parte de los Nuevos Ministerios en el Paseo de la Castellana. En este espacio, denominado más tarde por Juan Ramón Jiménez "la Colina de los Chopos", se fueron construyendo un conjunto de edificios proyectados por arquitectos de reconocido prestigio en la época.A partir de 1920, la sección masculina del Instituto-Escuela, creado en 1918 para extender también a la educación secundaria formal los principios educativos de la Institución Libre de Enseñanza, se trasladó a los "Altos del Hipódromo", donde ocupó el Pabellón 5 de la Residencia de Estudiantes, proyectado por el arquitecto Francisco Javier Luque.
Durante la Guerra, la actividad docente del Instituto fue interrumpida y el edificio llegó a utilizarse como refugio para una colonia de niños, que terminaron siendo desalojados en 1939. Finalmente, tras su uso como prisión y hasta la actualidad, el edificio es utilizado como parte del Instituto Público Ramiro de Maeztu.